# The New Classic
The New Classic (englisch für „Der neue Klassiker“) ist das Debütalbum der australischen Rapperin Iggy Azalea. Es erschien am 21. April 2014 über die Labels EMI Records, Island Records, Universal Music und Def Jam.

## Produktion
| Professionelle Bewertungen | Professionelle Bewertungen |
| -------------------------- | -------------------------- |
| Kritiken                   |                            |
| Quelle                     | Bewertung                  |
| laut.de                    | [ 1 ]                      |
| Rolling Stone              | [ 2 ]                      |
| allmusic                   | [ 3 ]                      |
| RapReviews                 | [ 4 ]                      |

Den Großteil des Albums produzierte das Londoner Trio The Invisible Men, das in Zusammenarbeit mit The Arcade die Instrumentals zu Walk the Line, Don’t Need Y’all, Fancy, Impossible Is Nothing, Goddess, Lady Patra, Fuck Love und Rolex schuf. Beim Beat zu Work arbeiteten The Invisible Men mit 1st Down und bei Just Askin’ mit WoodysProduce zusammen. Weitere Instrumentals stammen von dem US-amerikanischen Musik-Trio Watch The Duck (100), den kanadischen Produzenten The Messengers (Change Your Life), dem norwegischen Produzententeam Stargate (Black Widow) sowie dem Duo Reeva & Black (Bounce). Außerdem schufen die Produzenten GTA und Jester je einen Remix für die Deluxe-Edition (Fancy (GTA-Remix) und Bounce (Jester-Remix)).

## Covergestaltung
Das Albumcover zeigt Iggy Azalea mit einem bunten Mantel und eine Sonnenbrille tragend. Sie steht vor einem rosa Haus. Rechts im Bild befinden sich die Schriftzüge Iggy Azalea und –The New Classic– in Blau und Rosa.

## Gastbeiträge
Auf fünf Liedern des Albums treten neben Iggy Azalea andere Künstler in Erscheinung. So hat ihr Entdecker und Förderer, der US-amerikanische Rapper T.I., einen Gastauftritt im Song Change Your Life, und das Musik-Trio Watch The Duck ist bei 100 zu hören. Die britische Sängerin Charli XCX singt den Refrain des Stücks Fancy, während der jamaikanische Dancehall-Musiker Mavado auf dem Track Lady Patra vertreten ist. Außerdem wird die Hookline des Lieds Black Widow von der britischen Künstlerin Rita Ora gesungen.

## Titelliste
| #  | Titel                 | Gastbeiträge   | Produzent                        | Länge |
| -- | --------------------- | -------------- | -------------------------------- | ----- |
| 1  | Walk the Line         |                | The Invisible Men und The Arcade | 3:38  |
| 2  | I Don’t Need Y’all    |                | The Invisible Men und The Arcade | 3:33  |
| 3  | 100                   | Watch The Duck | Watch The Duck                   | 4:09  |
| 4  | Change Your Life      | T.I.           | The Messengers                   | 3:40  |
| 5  | Fancy                 | Charli XCX     | The Invisible Men und The Arcade | 3:19  |
| 6  | New Bitch             |                | The Invisible Men und Dyer       | 3:37  |
| 7  | Work                  |                | 1st Down und The Invisible Men   | 3:43  |
| 8  | Impossible Is Nothing |                | The Invisible Men und The Arcade | 3:10  |
| 9  | Goddess               |                | The Invisible Men und The Arcade | 3:10  |
| 10 | Black Widow           | Rita Ora       | Stargate                         | 3:29  |
| 11 | Lady Patra            | Mavado         | The Invisible Men und The Arcade | 3:56  |
| 12 | Fuck Love             |                | The Invisible Men und The Arcade | 2:39  |

Bonussongs der Deluxe-Edition:
| #  | Titel       | Gastbeiträge | Produzent                           | Länge |
| -- | ----------- | ------------ | ----------------------------------- | ----- |
| 13 | Bounce      |              | Reeva & Black                       | 2:47  |
| 14 | Rolex       |              | The Invisible Men und The Arcade    | 3:23  |
| 15 | Just Askin’ |              | The Invisible Men und WoodysProduce | 2:58  |

Bonussongs der Deluxe-Edition von Best Buy:
| #  | Titel                 | Gastbeiträge | Produzent | Länge |
| -- | --------------------- | ------------ | --------- | ----- |
| 16 | Fancy (GTA-Remix)     | Charli XCX   | GTA       | 4:12  |
| 17 | Bounce (Jester-Remix) |              | Jester    | 2:40  |

## Musikpreise
Bei den Grammy Awards 2015 wurde The New Classic in der Kategorie Best Rap Album nominiert, unterlag jedoch The Marshall Mathers LP 2 von Eminem.

## Kommerzieller Erfolg

### Chartplatzierungen und Singles

#### Album
| ChartsChartplatzierungen       | Höchstplatzierung | Wochen |
| ------------------------------ | ----------------- | ------ |
| Australien (ARIA)              | 2 (22 Wo.)        | 22     |
| Deutschland (GfK)              | 83 (1 Wo.)        | 1      |
| Neuseeland (RMNZ)              | 3 (13 Wo.)        | 13     |
| Vereinigte Staaten (Billboard) | 3 (43 Wo.)        | 43     |
| Vereinigtes Königreich (OCC)   | 5 (22 Wo.)        | 22     |

| ChartsJahrescharts (2014)      | Platzierung |
| ------------------------------ | ----------- |
| Australien (ARIA)              | 43          |
| Vereinigte Staaten (Billboard) | 42          |

#### Singles
| Jahr | Titel            | Höchstplatzierung, Gesamtwochen, AuszeichnungChartplatzierungen (Jahr, Titel, , Platzierungen, Wochen, Auszeichnungen, Anmerkungen) | Höchstplatzierung, Gesamtwochen, AuszeichnungChartplatzierungen (Jahr, Titel, , Platzierungen, Wochen, Auszeichnungen, Anmerkungen) | Höchstplatzierung, Gesamtwochen, AuszeichnungChartplatzierungen (Jahr, Titel, , Platzierungen, Wochen, Auszeichnungen, Anmerkungen) | Höchstplatzierung, Gesamtwochen, AuszeichnungChartplatzierungen (Jahr, Titel, , Platzierungen, Wochen, Auszeichnungen, Anmerkungen) | Höchstplatzierung, Gesamtwochen, AuszeichnungChartplatzierungen (Jahr, Titel, , Platzierungen, Wochen, Auszeichnungen, Anmerkungen) | Höchstplatzierung, Gesamtwochen, AuszeichnungChartplatzierungen (Jahr, Titel, , Platzierungen, Wochen, Auszeichnungen, Anmerkungen) | Höchstplatzierung, Gesamtwochen, AuszeichnungChartplatzierungen (Jahr, Titel, , Platzierungen, Wochen, Auszeichnungen, Anmerkungen) | Anmerkungen                                             |
| Jahr | Titel            | DE | AT | CH | UK | US | AU | NZ | Anmerkungen                                             |
| ---- | ---------------- | --- | --- | --- | --- | --- | --- | --- | ------------------------------------------------------- |
| 2013 | Work             | — | — | — | UK17 Silber · (13 Wo.)UK | US54 ×2Doppelplatin · (20 Wo.)US | AU— GoldAU | — | Erstveröffentlichung: 17. März 2013                     |
| 2013 | Bounce           | — | — | — | UK13 (5 Wo.)UK | US— GoldUS | — | — | Erstveröffentlichung: 24. Mai 2013                      |
| 2013 | Change Your Life | — | — | — | UK10 (5 Wo.)UK | US— GoldUS | AU44 (1 Wo.)AU | NZ38 (1 Wo.)NZ | Erstveröffentlichung: 12. September 2013 feat. T.I.     |
| 2014 | Fancy            | DE51 Gold · (19 Wo.)DE | AT46 (16 Wo.)AT | CH47 (12 Wo.)CH | UK5 ×2Doppelplatin · (39 Wo.)UK | US1 ×9Neunfachplatin · (39 Wo.)US                                                                                                   | AU5 ×4Vierfachplatin · (30 Wo.)AU                                                                                                   | NZ1 Platin · (21 Wo.)NZ | Erstveröffentlichung: 17. Februar 2014 feat. Charli XCX |
| 2014 | Black Widow      | DE39 Gold · (24 Wo.)DE | AT25 (23 Wo.)AT | CH28 (22 Wo.)CH | UK4 Platin · (27 Wo.)UK | US3 ×5Fünffachplatin · (30 Wo.)US                                                                                                   | AU15 Platin · (17 Wo.)AU | NZ11 Gold · (17 Wo.)NZ | Erstveröffentlichung: 8. Juli 2014 feat. Rita Ora       |

#### Auszeichnungen für Musikverkäufe
Im Dezember 2024 wurde The New Classic für mehr als zwei Millionen verkaufte Einheiten in den Vereinigten Staaten mit einer doppelten Platin-Schallplatte ausgezeichnet.
| Land/Region                  | Auszeichnungen für Musikverkäufe (Land/Region, Auszeichnung, Verkäufe) | Verkäufe  |
| ---------------------------- | ---------------------------------------------------------------------- | --------- |
| Australien (ARIA)            | Gold                                                                   | 35.000    |
| Brasilien (PMB)              | Platin                                                                 | 40.000    |
| Kanada (MC)                  | Gold                                                                   | 40.000    |
| Kolumbien (ASINCOL)          | Platin                                                                 | 10.000    |
| Neuseeland (RMNZ)            | Platin                                                                 | 15.000    |
| Vereinigte Staaten (RIAA)    | 2× Platin                                                              | 2.000.000 |
| Vereinigtes Königreich (BPI) | Gold                                                                   | 100.000   |
| Insgesamt                    | 3× Gold · 5× Platin ·                                                  | 2.240.000 |

Hauptartikel: Iggy Azalea/Auszeichnungen für Musikverkäufe

## Reclassified
Am 21. November 2014 erschien Reclassified als Wiederveröffentlichung von The New Classic. Das Album enthält neben sieben bereits auf der ersten Version enthaltenen Songs mit We In This Bitch, Beg for It, Trouble, Iggy SZN und Heavy Crown fünf neue Lieder.

### Covergestaltung
| Professionelle Bewertungen | Professionelle Bewertungen |
| -------------------------- | -------------------------- |
| Kritiken                   |                            |
| Quelle                     | Bewertung                  |
| allmusic                   | [ 15 ]                     |
| RapReviews                 | [ 16 ]                     |

Das Albumcover zeigt Iggy Azalea in dem gleichen bunten Mantel und vor dem gleichen rosa Haus stehend wie auf dem Cover von The New Classic. Diesmal trägt sie jedoch keine Sonnenbrille, sondern sieht den Betrachter an. Links im Bild befinden sich die Schriftzüge Iggy Azalea und Reclassified in Blau und Rosa.

### Gastbeiträge
Auf drei der fünf neuen Tracks sind neben Iggy Azalea andere Künstlerinnen zu hören. So hat die dänische Sängerin MØ einen Gastauftritt bei Beg for It, während die US-amerikanische Sängerin Jennifer Hudson auf Trouble vertreten ist. Die englische Sängerin Ellie Goulding tritt dagegen auf dem Stück Heavy Crown in Erscheinung.

### Titelliste
| #  | Titel            | Gastbeiträge    | Produzent                         | Länge |
| -- | ---------------- | --------------- | --------------------------------- | ----- |
| 1  | We in This Bitch |                 | The Invisible Men und Salt Wives  | 4:10  |
| 2  | Work             |                 | 1st Down und The Invisible Men    | 3:43  |
| 3  | Change Your Life | T.I.            | The Messengers                    | 3:40  |
| 4  | Beg for It       | MØ              | The Invisible Men und The Arcade  | 2:58  |
| 5  | Black Widow      | Rita Ora        | Stargate                          | 3:29  |
| 6  | Trouble          | Jennifer Hudson | The Invisible Men und Salt Wives  | 2:46  |
| 7  | Don’t Need Y’all |                 | The Invisible Men und The Arcade  | 3:33  |
| 8  | Rolex            |                 | The Invisible Men und The Arcade  | 3:23  |
| 9  | Iggy SZN         |                 | The Invisible Men und Darryl Reid | 3:20  |
| 10 | Fancy            | Charli XCX      | The Invisible Men und The Arcade  | 3:19  |
| 11 | Heavy Crown      | Ellie Goulding  | The Invisible Men und Salt Wives  | 3:52  |
| 12 | Bounce           |                 | Reeva & Black                     | 2:47  |

### Chartplatzierungen, Singles und Auszeichnungen
Beg for It wurde als Single am 24. Oktober 2014 zum Download in den Vereinigten Staaten veröffentlicht und erreichte dort Platz 27 der Charts. Am 24. Februar 2015 folgte die Single Trouble, die Rang 7 der britischen Charts belegte. Reclassified selbst erreichte Position 16 der US-amerikanischen Charts.
Chartplatzierungen
| ChartsChartplatzierungen       | Höchstplatzierung | Wochen |
| ------------------------------ | ----------------- | ------ |
| Australien (ARIA)              | 32 (1 Wo.)        | 1      |
| Vereinigte Staaten (Billboard) | 16 (27 Wo.)       | 27     |
| Vereinigtes Königreich (OCC)   | 38 (5 Wo.)        | 5      |

Singles

| Jahr | Titel      | Höchstplatzierung, Gesamtwochen, AuszeichnungChartplatzierungen (Jahr, Titel, , Platzierungen, Wochen, Auszeichnungen, Anmerkungen) | Höchstplatzierung, Gesamtwochen, AuszeichnungChartplatzierungen (Jahr, Titel, , Platzierungen, Wochen, Auszeichnungen, Anmerkungen) | Höchstplatzierung, Gesamtwochen, AuszeichnungChartplatzierungen (Jahr, Titel, , Platzierungen, Wochen, Auszeichnungen, Anmerkungen) | Höchstplatzierung, Gesamtwochen, AuszeichnungChartplatzierungen (Jahr, Titel, , Platzierungen, Wochen, Auszeichnungen, Anmerkungen) | Höchstplatzierung, Gesamtwochen, AuszeichnungChartplatzierungen (Jahr, Titel, , Platzierungen, Wochen, Auszeichnungen, Anmerkungen) | Höchstplatzierung, Gesamtwochen, AuszeichnungChartplatzierungen (Jahr, Titel, , Platzierungen, Wochen, Auszeichnungen, Anmerkungen) | Höchstplatzierung, Gesamtwochen, AuszeichnungChartplatzierungen (Jahr, Titel, , Platzierungen, Wochen, Auszeichnungen, Anmerkungen) | Anmerkungen                                                  |
| Jahr | Titel      | DE | AT | CH | UK | US | AU | NZ | Anmerkungen                                                  |
| ---- | ---------- | --- | --- | --- | --- | --- | --- | --- | ------------------------------------------------------------ |
| 2014 | Beg for It | — | — | — | — | US27 Platin · (16 Wo.)US | AU29 (3 Wo.)AU | — | Erstveröffentlichung: 24. Oktober 2014 feat. MØ              |
| 2015 | Trouble    | — | — | — | UK7 Gold · (21 Wo.)UK | US67 Gold · (5 Wo.)US | AU10 Platin · (12 Wo.)AU | — | Erstveröffentlichung: 24. Februar 2015 feat. Jennifer Hudson |

Auszeichnungen für Musikverkäufe

| Land/Region                  | Auszeichnungen für Musikverkäufe (Land/Region, Auszeichnung, Verkäufe) | Verkäufe |
| ---------------------------- | ---------------------------------------------------------------------- | -------- |
| Neuseeland (RMNZ)            | Gold                                                                   | 7.500    |
| Polen (ZPAV)                 | Gold                                                                   | 10.000   |
| Vereinigtes Königreich (BPI) | Gold                                                                   | 100.000  |
| Insgesamt                    | 3× Gold ·                                                              | 117.500  |

Hauptartikel: Iggy Azalea/Auszeichnungen für Musikverkäufe